# Idolerna
Idolerna er en svensk popgruppe. Medlemmerne er de fire popidoler fra 1960'erne Svenne Hedlund, Tommy Blom, Lalla Hansson og Lennart Grahn. I 2000 blev deres sang Här kommer kärleken kåret til "Årets sang på Svensktoppen", og i 2001 blev gruppen kåret til "Årets svensktoppsartister".

## Diskografi
- Idolerna (2000)
- Greatest Hits, Live & More (2001)

## Singler
- 2001: "Här kommer kärleken"
- 2001: "Nu leker livet"
- 2001: "Sommar"